# قائمة تقسيمات القوات الجوية السورية
تُقسَّم القوات الجوية العربية السورية إلى أسراب موزعة على المطارات العسكرية (القواعد الجوية) المختلفة في سوريا، وتبين القائمة التالية هذه الأسراب والطائرات أو المروحيات التي تتألف منها بين قوسين حسب القاعدة الجوية التي تتمركز فيها:

## مطارأبو الظهور
- السرب 2 (إل-39).
- السرب 678 (ميغ-23).
- السرب ؟؟ (إل-39).

## مطار آفيس
- السرب 253 (ميل مي-8).
- السرب 255 (ميل مي-8).

## مطار الجيرة
- السرب 10 (ميغ-21).

## مطارحماة
- السرب 679 (ميغ-21).
- السرب 680 (ميغ-21).

## مطار خلخلة
- السرب 945 (ميغ-21).
- السرب 946 (ميغ-21).

## مطار دير الزور
- السرب 8 (ميغ-21).

## مطارالطبقة
- السرب 12 (ميغ-21).
- طيران القاعدة (ميل مي-8).

## مطار راسين العبود
- سرب التدريب الجوي 3 (إم بي بي 223 وإل-39).

## مطار شايرات
- السرب 7 (ميغ-25).
- السرب 675 (ميغ-23).
- السرب 677 (سو-22).
- السرب 685 (سو-22).

## مطار صيقل
- السرب 697 (ميغ-29).
- السرب 699 (ميغ-29).
- السرب ؟؟ (ميغ-29).

## مطارالضمير
- السرب 9 (ميغ-25).
- السرب ؟؟ (ميغ-23).
- السرب ؟؟ (سو-22).

## مطار طياس
- السرب 1 (ميغ-25).
- السرب 5 (ميغ-25).
- السرب 819 (سو-24).
- السرب 827 (سو-22).

## مطار قبر الست
- السرب 532 (ميل مي-2 وميل مي-8).

## مطارالقصير
- السرب 825 (ميغ-21).
- السرب 826 (سو-27).

## مطار مرج الرهيل
- السرب 54 (ميغ-23).
- السرب 77 (ميغ-23).
- السرب 767 (ميل مي-24).

## مطارمرج السلطان
- السرب 525 (ميل مي-8).
- السرب 537 (ميل مي-8).

## مطار المزة
- السرب 522 (أن-24 وأن-26 وإليوشين-76).
- السرب 565 (ياك-40).
- السرب 577 (سا-342).
- السرب 585 (تو-134).
- السرب 909 (ميل مي-8).
- السرب 976 (سا-342).
- السرب ؟؟(ميل مي-8).

## مطارمنغ
- سرب التدريب الجوي 4 (إم بي بي 223 وميل مي-8).

## مطار الناصرية
- السرب 695 (ميغ-23).
- السرب 698 (ميغ-23).

## مطارالنيرب
- السرب ؟؟ (ميل مي-8).
- السرب ؟؟ (ميل مي-8).
- السرب ؟؟ (إل-29).
- السرب ؟؟ (إل-29).
- السرب ؟؟ (إل-29).
- السرب ؟؟ (إل-39).
- السرب ؟؟ (إل-39).